# Deborah Kerr
Deborah Kerr (/kɑːr/; tên khai sinh là Deborah Jane Kerr-Trimmer; 30.9.1921 – 16.10.2007) là nữ diễn viên kịch nghệ, điện ảnh và truyền hình người Scotland. Bà đã từng đoạt Giải BAFTA đặc biệt năm 1955, Giải Quả cầu vàng về vai Anna Leonowens trong phim The King and I, Giải Oscar danh dự năm 1993, 3 lần đoạt Giải của Hội phê bình phim New York cho nữ diễn viên chính xuất sắc nhất (1947, 1957 và 1960) và Giải Sarah Siddons về vai "Laura Reynolds" trong vở kịch Tea and Sympathy (tại Chicago, sau các diễn xuất ban đầu tại sân khấu Broadway). Ngoài ra bà đã được đề cử 6 lần cho Giải Oscar cho nữ diễn viên chính xuất sắc nhất, nhưng chưa đoạt giải này lần nào, một kỷ lục cho nữ diễn viên.
Ngoài phim The King and I, bà còn diễn xuất trong nhiều phim khác, trong đó có các phim nổi tiếng như An Affair to Remember, From Here to Eternity, Quo Vadis, The Innocents, Black Narcissus, Heaven Knows, Mr. Allison, The Life and Death of Colonel Blimp, Separate Tables.

## Thời niên thiếu
Deborah Jane Kerr-Trimmer sinh tại Glasgow,, là con gái duy nhất của Kathleen Rose (nhũ danh Smale) và đại úy Arthur Charles Kerr-Trimmer - một cựu chiến binh thời Chiến tranh thế giới thứ nhất, người bị mất một chân trong trận Somme, sau này trở thành kiến trúc sư hàng hải và kỹ sư Kỹ thuật xây dựng dân dụng. Kerr sống 3 năm đầu đời ở thành phố lân cận Helensburgh, nơi cha mẹ bà sống chung với ông bà của bà trong một ngôi nhà ở đường phố West King. Kerr có một em trai tên là Edmund ("Teddy"), người sau này trở thành một nhà báo. Edmund bị giết chết trong vụ tai nạn giao thông do một người lái xe hung bạo gây ra (road rage) năm 2004.
Kerr học tại trường độc lập Northumberland House ở Henleaze, Bristol (trường này bị phá hủy năm 1937), sau đó là trường Rossholme ở Weston-super-Mare. Ban đầu Kerr học múa Ba Lê và đã từng xuất hiện trên sân khấu của nhà hát Sadler's Wells năm 1938. Sau đó bà chuyển sang học làm diễn viên dưới sự hướng dẫn của người dì Phyllis Smale, người điều hành trường kịch nghệ Hicks-Smale tại Bristol. Bà lấy nghệ danh Deborah Kerr khi trở thành nữ diễn viên điện ảnh ("Kerr" là tên họ từ thời bà nội của ông nội bà là Arthur Kerr-Trimmer).

## Sự nghiệp

### Sân khấu
Lần xuất hiện đầu tiên trên sân khấu của Kerr là ở Weston-super-Mare năm 1937, đóng vai "Harlequin" trong vở kịch câm Harlequin and Columbine. Sau đó bà vào trường dạy múa Ba Lê Sadler's Wells và năm 1938 bắt đầu trình diễn trong vở Prometheus của đoàn múa Ba Lê. Sau nhiều vai phụ trong các kịch của William Shakespeare tại nhà hát lộ thiên ở Regent's Park, London, bà gia nhập đoàn kịch "Oxford Playhouse" năm 1940, đóng các vai "Margaret" trong vở Dear Brutus và vai "Patty Moss" trong vở The Two Bouquets.
Năm 1943, ở tuổi 21, Kerr bắt đầu diễn xuất trên sân khấu West End ở vai "Ellie Dunn" trong vở Heartbreak House (của George Bernard Shaw) tại nhà hát Cambridge, đã chiếm được sự chú ý của những người ủng hộ trung thành như Edith Evans và Isabel Jeans. Nhà phê bình Beverley Baxter đã viết: "Cô ấy có một tài năng hiếm thấy, có suy nghĩ về lời thoại của mình, không chỉ đơn thuần là ghi nhớ chúng. Quá trình phát triển từ một cô gái ngây thơ lãng mạn đến một phụ nữ vỡ mộng, cứng rắn trong 3 tiếng đồng hồ thật là cảm động và có sức thuyết phục". Sau sự thành công đầu tiên ở London vào năm 1943, Kerr đi lưu diễn ở Anh và Scotland trong vở "Heartbreak House". Lúc gần kết thúc Chiến tranh thế giới thứ hai Kerr đã lưu diễn ở Hà Lan, Pháp và Bỉ cho "Entertainments National Service Association" đóng vai "Mrs Manningham" trong vở Angel Street, và ở Anh (với Stewart Granger) trong vở Gaslight (của Patrick Hamilton).
Kerr xuất hiện lần đầu trên sân khấu Broadway năm 1953 trong vở Tea and Sympathy của Robert Anderson và được đề cử giải Tony. Kerr đã diễn lại vai diễn này cùng với nam diễn viên John Kerr trong cuốn phim được cải biên từ kịch này của Vincente Minnelli. Năm 1955, Kerr đã đoạt giải Sarah Siddons về vai diễn này khi lưu diễn ở Chicago. Sau Broadway, Kerr đã lưu diễn khắp nước Mỹ với vở Tea and Sympathy này. Năm 1975, Kerr trở lại Broadway, đóng vai Nancy trong vở Seascape của Edward Albee. Vở này đã đoạt Giải Pulitzer cho kịch.
Mãi 29 năm sau, Deborah Kerr mới trở lại sân khấu London, diễn xuất trong các vở kịch ngẫu nhiên, không được chú ý chẳng hạn như vở kịch tình cảm lỗi thời The Day After the Fair (1972), hài kịch Overheard (1981) của Peter Ustinov và vở The Corn is Green của Emlyn Williams.

### Phim

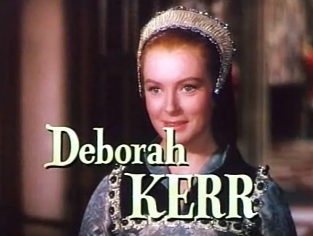
Kerr trong phim Young Bess (1953)

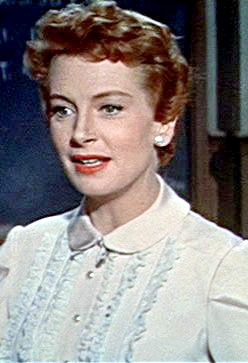
Kerr trong phim An Affair to Remember (1957)

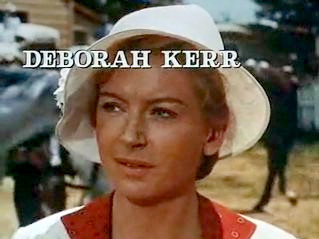
Deborah Kerr trong phim The Sundowners (1960)

Năm 1940, Kerr bắt đầu đóng một vai nhỏ trong phim Contraband của Anh, sau đó là 2 phim  – Major Barbara và Love on the Dole (đều trong năm 1941). Năm 1942 Kerr đóng cặp với Robert Newton và James Mason trong phim Hatter's Castle, rồi đóng vai người kháng chiến Na Uy trong phim The Day Will Dawn (1942). Kerr đã thành công và được bầu là ngôi sao nữ địa phương được yêu chuộng nhất .
Năm 1943, Kerr đóng vai 3 nhân vật nữ (Edith Hunter / Barbara Wynne / Angela "Johnny" Cannon) trong phim The Life and Death of Colonel Blimp của Michael Powell và Emeric Pressburger. Mặc dù Quân đội Anh từ chối hợp tác với các nhà sản xuất phim và Winston Churchill cho rằng cuốn phim sẽ làm hỏng nhuệ khí chiến tranh, nhưng cuốn phim The Life and Death of Colonel Blimp này đã khiến các nhà phê bình bẽ bàng khi nó chứng tỏ là một thành công nghệ thuật và thương mại. Powell hy vọng là Kerr và nam diễn viên chính Roger Livesey sẽ cùng diễn xuất trong bộ phim A Canterbury Tale (1944) tiếp theo của mình, nhưng người đại diện của cô đã ký được hợp đồng với hãng MGM.
Theo tự truyện của Powell thì trong thời gian quay phim này Kerr và Powell đã yêu nhau. Theo Powell, cuộc tình của mình với Kerr đã kết thúc khi cô nói rõ với anh rằng cô sẽ chấp nhận một đề nghị sang Hollywood đóng phim nếu có cơ hội.
Năm 1947, Kerr sang Hollywood đóng vai một nữ tu bối rối của Kerr trong phim Black Narcissus năm 1947 đã được các nhà sản xuất ở Hollywood chú ý. Phim này là một thành công ở Mỹ cũng như Anh và Kerr đã giành được Giải của Hội phê bình phim New York cho nữ diễn viên xuất sắc nhất. Các chủ rạp chiếu phim ở Anh đã bình chọn cô là ngôi sao địa phương được yêu thích thứ 8 tại các phòng vé. Ở Hollywood, Kerr đã nói rõ rằng tên họ của mình phải được phát âm giống như "car". Để tránh sự nhầm lẫn, Louis B. Mayer của hãng MGM đã mô tả tên bà là "Kerr vần với Star!". Giọng nói và phong cách Anh của Kerr đã đưa bà tới thành công trong các vai miêu tả những phụ nữ tao nhã, kín đáo và đặc thù Anh.
Năm 1950 kerr đóng vai chính trong bộ phim phiêu lưu King Solomon's Mines cùng với Stewart Granger và Richard Carlson quay tại một nơi ở châu Phi. Ngay sau đó Kerr xuất hiện trong phim sử thi tôn giáo Quo Vadis ? quay tại Cinecittà ở Rome, trong đó cô đóng vai "Lygia", một Kitô hữu bất khuất ở thế kỷ thứ nhất. Sau đó Kerr đóng vai "công chúa Flavia" trong một phiên bản làm lại của phim The Prisoner of Zenda (1952). Năm 1953, Kerr đóng vai "Portia" trong phim Julius Caesar của Joseph Mankiewicz Sau đó Kerr đóng vai "Karen Holmes" trong phim From Here to Eternity (1953) của Fred Zinnemann; phim này đã mang lại cho bà một đề cử cho Giải Oscar cho nữ diễn viên chính xuất sắc nhất. Viện phim Mỹ thừa nhận tình trạng mang tính biểu tượng của một cảnh trên bộ phim mà trong đó cô và Burt Lancaster nô đùa bất hợp pháp và say đắm giữa các làn sóng vỗ ầm ầm trên bãi biển Hawaii. Viện này xếp phim này đứng hạng 20 trong Danh sách 100 phim tình cảm của Viện phim Mỹ.
Kerr đã nổi tiếng ở Hollywood là một nữ diễn viên linh hoạt, đa tài. Kerr đóng vai người vợ bị nén tình cảm trong phim The End of the Affair (1955), với Van Johnson; vai nữ tu trong phim Heaven Knows, Mr. Allison (1957) đóng cặp với người bạn lâu năm Robert Mitchum; vai cô con gái của mẹ trong phim Separate Tables (1956) đóng cặp với David Niven; và vai nữ gia sư trong 2 phim The Chalk Garden và The Innocents (1961). Kerr cũng đóng vai người vợ của người Úc chăn cừu phàm tục trong phim The Sundowners và vai người phụ nữ đẹp, dâm đãng và quyến rũ trong cả hai phim Beloved Infidel và Bonjour Tristesse. Kerr cũng đóng hai phim hài: The Grass Is Greener và Marriage on the Rocks.
Năm 1967, ở tuổi 46, Kerr diễn xuất trong phim Casino Royale, trở thành một "Bond Girl" lớn tuổi nhất trong phim James Bond từ trước tới thời điểm đó. Năm 1969, áp lực cạnh tranh từ các nữ diễn viên trẻ khiến Kerr đồng ý xuất hiện khỏa thân trong phim The Gypsy Moths của John Frankenheimer, cảnh khỏa thân duy nhất trong sự nghiệp của mình. Cuối thập niên 1960, Kerr đã từ bỏ điện ảnh, trở về với sân khấu và truyền hình.

### Truyền hình
Đầu thập niên 1980 đóng vai nữ y tá trong phim truyền hình Witness for the Prosecution (1982) của đạo diễn Alan Gibson, một phiên bản làm lại từ phim Witness for the Prosecution năm 1957. Sau đó, Kerr lại diễn chung với Robert Mitchum trong phim truyền hình Reunion at Fairborough. Kerr cũng đóng vai bà già Emma Harte trong phim truyền hình chuyển thể từ tiểu thuyết A Woman of Substance của Barbara Taylor Bradford. Vai diễn này đã mang lại cho Kerr một đề cử cho Giải Emmy.

## Đời tư
Ngày 29.11.1945 Kerr kết hôn với Anthony Bartley, sĩ quan chỉ huy một phi đội trong Không quân Hoàng gia Anh. Họ có hai người con gái: Melanie Jane (sinh ngày 27.12.1947) và Francesca Ann (sinh ngày 20.12.1951). Cuộc hôn nhân này không hạnh phúc do Bartley ghen tỵ với danh tiếng và sự thành công về tài chính của vợ và do việc vắng nhà thường xuyên vì nghề nghiệp của Kerr. Họ ly dị năm 1959.
Ngày 23.7.1960 Kerr tái hôn với nhà văn Peter Viertel, trở thành mẹ ghẻ của Christine Viertel. Mặc dù cư ngụ lâu ở Klosters (Thụy Sĩ) và Marbella (Tây Ban Nha), bà đã trở về Anh để được gần gũi với các con, khi sức khỏe bắt đầu bị suy yếu. Tuy nhiên ông chồng vẫn tiếp tục sống ở Marbella.

## Từ trần
Kerr qua đời ngày 16.10.2007 tại Botesdale, một ngôi làng của Suffolk, Anh, vì bị bệnh Parkinson, thọ 86 tuổi. Gần 3 tuần lễ sau Peter Viertel - chồng bà – cũng qua đời ngày 4.11.2007 vì bị ung thư . Khi Viertel từ trần thì đạo diễn đang quay cuốn phim tài liệu Peter Viertel: Between the Lines mà ông tuyên bố sẽ bao gồm những hồi tưởng về các sự kiện liên quan đến Kerr và giải Oscar của Mỹ. Cuốn phim này cho tới năm 2010 vẫn chưa được phát hành.

## Giải thưởng và Đề cử

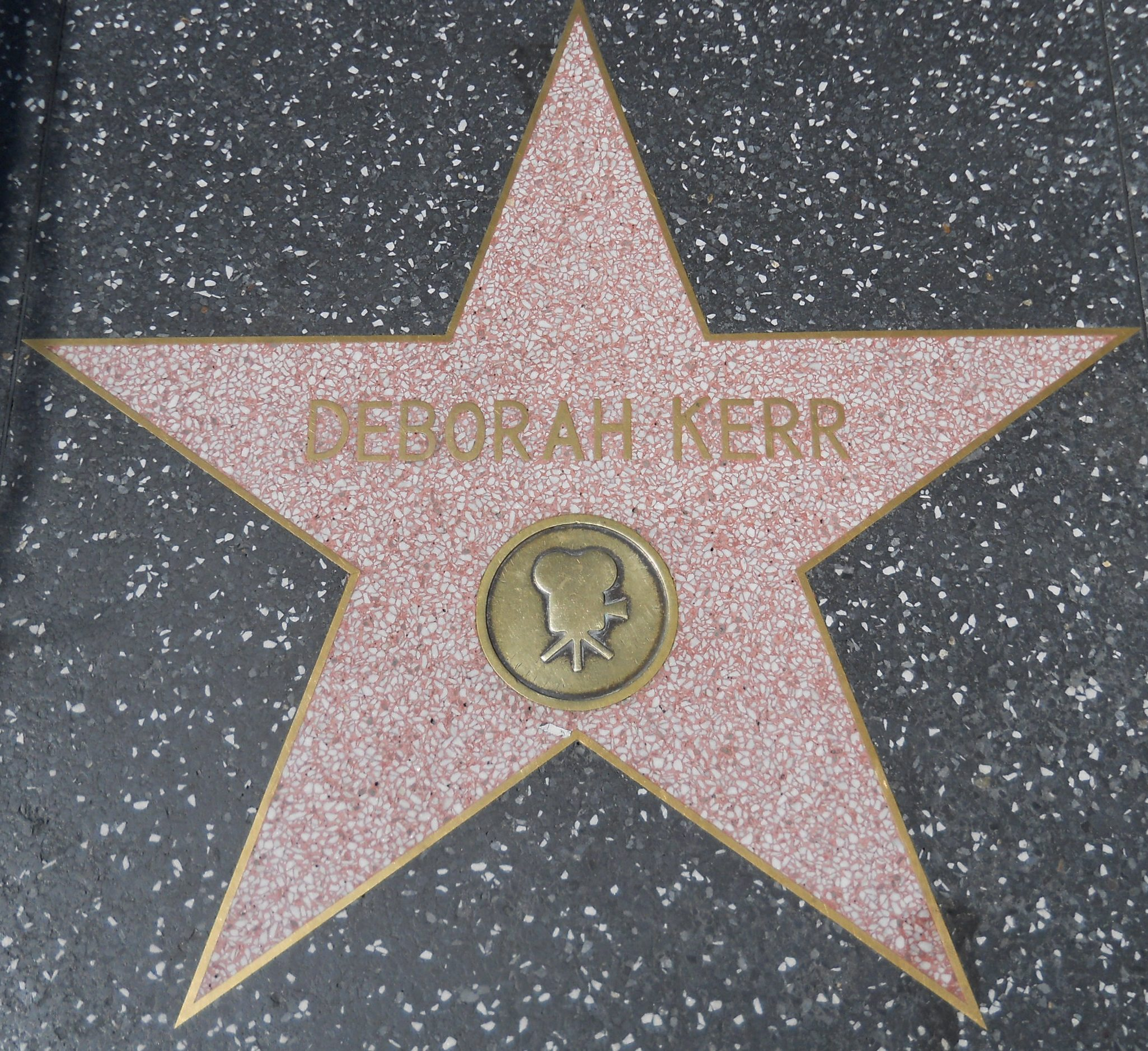
Ngôi sao của Deborah Kerr trên Đại lộ Danh vọng Hollywood số 1709 đường phố Vine

- Giải Quả cầu vàng cho nữ diễn viên phim ca nhạc hoặc phim hài xuất sắc nhất cho vai diễn trong phim The King and I (1957)
- Giải Henrietta cho "World Film Favorite – Female".
- Giải của Hội phê bình phim New York cho nữ diễn viên chính xuất sắc nhất 3 lần (năm 1947, 1957 và 1960).
- Giải Oscar danh dự năm 1994.[1]
- Giải BAFTA đặc biệt (BAFTA Special Award) năm 1991;[8]
- Cannes Film Festival Tribut năm 1984;[22]
- Đề cử 6 lần cho Giải Oscar cho nữ diễn viên chính xuất sắc nhất trong các phim Edward, My Son (1949), From Here to Eternity (1953), The King and I (1956), Heaven Knows, Mr. Allison (1957), Separate Tables (1958) và The Sundowners (1960).
- Đề cử 4 lần cho Giải BAFTA cho nữ diễn viên chính xuất sắc nhất trong các phim The End of the Affair (1955), Tea and Sympathy (1956), The Sundowners (1961) và The Chalk Garden (1964).
- Đề cử Giải Emmy năm 1958 cho nữ diễn viên phụ xuất sắc nhất trong loạt phim A Woman of Substance.
- Đề cử Giải Quả cầu vàng cho nữ diễn viên phim chính kịch xuất sắc nhất cho vai diễn trong các phim Edward, My Son (1949), Heaven Knows, Mr. Allison (1957) và Separate Tables (1958).
- Kerr có một ngôi sao trên Đại lộ Danh vọng Hollywood số 1709 đường phố Vine.

## Vinh dự khác
- Deborah Kerr được trao tặng Order of the British Empire (Huân chương Đế quốc Anh) hạng Commander năm 1998, nhưng không thể đích thân tới nhận lãnh, vì bị bệnh[23]

## Danh mục phim tham gia
| Năm  | Tên phim                            | Vai diễn                                 | Ghi chú |
| ---- | ----------------------------------- | ---------------------------------------- | --- |
| 1940 | Contraband                          | Bit (scenes deleted)                     | phát hành ở Anh |
| 1941 | Major Barbara                       | Jenny Hill                               | phát hành ở Anh |
| 1941 | Love on the Dole                    | Sally                                    | phát hành ở Anh |
| 1942 | Penn of Pennsylvania                | Gulielma Maria Springett                 | Tên Mỹ: Courageous Mr. Penn |
| 1942 | Hatter's Castle                     | Mary Brodie                              | |
| 1942 | The Day Will Dawn                   | Kari Alstad                              | Tên Mỹ: The Avengers |
| 1942 | A Battle for a Bottle               | Linda (giọng nói)                        | phim hoạt hình ngắn |
| 1943 | The Life and Death of Colonel Blimp | Edith Hunter Barbara Wynne Johnny Cannon | phát hành ở Anh |
| 1945 | Perfect Strangers                   | Catherine Wilson                         | Tên Mỹ: Vacation From Marriage |
| 1946 | I See a Dark Stranger               | Bridie Quilty                            | Tên Mỹ: The Adventuress Giải của Hội phê bình phim New York cho nữ diễn viên xuất sắc nhất (và Black Narcissus)                                                                                 |
| 1947 | Black Narcissus                     | Sister Clodagh                           | phát hành ở Anh Giải của Hội phê bình phim New York cho nữ diễn viên xuất sắc nhất (và I See a Dark Stranger)                                                                                   |
| 1947 | The Hucksters                       | Kay Dorrance                             | |
| 1947 | If Winter Comes                     | Nona Tybar                               | |
| 1949 | Edward, My Son                      | Evelyn Boult                             | Đề cử Giải Oscar cho nữ diễn viên chính xuất sắc nhất Đề cử Giải Quả cầu vàng cho nữ diễn viên phim chính kịch xuất sắc nhất                                                                    |
| 1950 | Please Believe Me                   | Alison Kirbe                             | |
| 1950 | King Solomon's Mines                | Elizabeth Curtis                         | |
| 1951 | Quo Vadis                           | Lygia                                    | |
| 1952 | The Prisoner of Zenda               | Princess Flavia                          | |
| 1952 | Thunder in the East                 | Joan Willoughby                          | |
| 1953 | Young Bess                          | Catherine Parr                           | |
| 1953 | Julius Caesar                       | Portia                                   | |
| 1953 | Dream Wife                          | Effie                                    | |
| 1953 | From Here to Eternity               | Karen Holmes                             | Đề cử Giải Oscar cho nữ diễn viên chính xuất sắc nhất |
| 1955 | The End of the Affair               | Sarah Miles                              | Đề cử Giải BAFTA cho nữ diễn viên chính xuất sắc nhất |
| 1956 | The Proud and Profane               | Lee Ashley                               | |
| 1956 | The King and I                      | Anna Leonowens                           | lồng giọng hát bởi Marni Nixon Giải Quả cầu vàng cho nữ diễn viên phim ca nhạc hoặc phim hài xuất sắc nhất Đề cử Giải Oscar cho nữ diễn viên chính xuất sắc nhất                                |
| 1956 | Tea and Sympathy                    | Laura Reynolds                           | Đề cử Giải BAFTA cho nữ diễn viên chính xuất sắc nhất |
| 1957 | Heaven Knows, Mr. Allison           | Sister Angela                            | Đề cử Giải Oscar cho nữ diễn viên chính xuất sắc nhất Đề cử Giải Quả cầu vàng cho nữ diễn viên phim chính kịch xuất sắc nhất Giải của Hội phê bình phim New York cho nữ diễn viên xuất sắc nhất |
| 1957 | An Affair to Remember               | Terry McKay                              | |
| 1957 | Kiss Them for Me                    | Gwinneth Livingston                      | Không ghi tên (do Suzy Parker lồng tiếng trong vài cảnh) |
| 1958 | Bonjour Tristesse                   | Anne Larsen                              | |
| 1958 | Separate Tables                     | Sibyl Railton-Bell                       | Đề cử Giải Oscar cho nữ diễn viên chính xuất sắc nhất Đề cử Giải Quả cầu vàng cho nữ diễn viên phim chính kịch xuất sắc nhất                                                                    |
| 1959 | The Journey                         | Diana Ashmore                            | |
| 1959 | Count Your Blessings                | Grace Allingham                          | |
| 1959 | Beloved Infidel                     | Sheilah Graham                           | |
| 1960 | The Sundowners                      | Ida Carmody                              | Đề cử Giải Oscar cho nữ diễn viên chính xuất sắc nhất Đề cử Giải BAFTA cho nữ diễn viên chính xuất sắc nhất Giải của Hội phê bình phim New York cho nữ diễn viên xuất sắc nhất                  |
| 1960 | The Grass Is Greener                | Lady Hilary Rhyall                       | |
| 1961 | The Naked Edge                      | Martha Radcliffe                         | Phát hành ở Anh |
| 1961 | The Innocents                       | Miss Giddens                             | Phát hành ở Anh |
| 1964 | On the Trail of the Iguana          | Bản thân                                 | Phim quảng cáo ngắn |
| 1964 | The Chalk Garden                    | Miss Madrigal                            | Đề cử Giải BAFTA cho nữ diễn viên chính xuất sắc nhất |
| 1964 | The Night of the Iguana             | Hannah Jelkes                            | |
| 1965 | Marriage on the Rocks               | Valerie Edwards                          | Phát hành ở Anh |
| 1966 | Eye of the Devil                    | Catherine de Montfaucon                  | Phát hành ở Anh |
| 1967 | Casino Royale                       | Agent Mimi Lady Fiona McTarry            | |
| 1968 | Prudence and the Pill               | Prudence Hardcastle                      | Phát hành ở Anh |
| 1969 | The Gypsy Moths                     | Elizabeth Brandon                        | Phát hành ở Anh |
| 1969 | The Arrangement                     | Florence Anderson                        | Phát hành ở Anh |
| 1982 | "A Song at Twilight"                | Carlotta Gray                            | BBC2 Playhouse episode (TV) |
| 1982 | Witness for the Prosecution         | Nurse Plimsoll                           | |
| 1984 | A Woman of Substance                | Emma Harte                               | UK TV mini-series Đề cử Giải Emmy cho nữ diễn viên phụ xuất sắc nhất trong loạt phim truy ền hình                                                                                               |
| 1985 | The Assam Garden                    | Helen                                    | Phát hành ở Anh |
| 1985 | Reunion at Farnborough              | Sally Wells Grant                        | Phim truyền hình |
| 1986 | Hold the Dream                      | Emma Harte                               | Loạt phim truyền hình |

## Sách tham khảo
- Braun, Eric. Deborah Kerr. St. Martin's Press, 1978. ISBN 0-312-18895-1.
- Powell, Michael. A Life in Movies. Heinemann, 1986. ISBN 0-434-59945-X.
- Andrew, Penelope. "Deborah Kerr: An Actress in Search of an Author." Bright Lights Film Journal, May 2011, Issue #72. http://www.brightlightsfilm.com/72/72kerr_andrew.php, (c) Penelope Andrew, 2011.